# Індукційне наплавлення
Індукці́йне напла́влення (англ. induction cladding) — технологічний процес наплавлення, що ґрунтується на використанні струмів високої частоти для підігрівання металу деталі і присадного матеріалу.

## Принципи технології індукційного наплавлення
При індукційному наплавленні деталь, що наплавляється, поміщають в індуктор, який живиться змінним струмом високої частоти (СВЧ). При цьому у масі металу та компактної присадки індукуються вторинні змінні струми, що розподіляються в поверхневому шарі металу, нагріваючи його. Після нагрівання поверхні деталі та компактної присадки до температури плавлення їх з'єднують.
Для запобігання окисненню металу у розплаві та поліпшенню сплавлення застосовують флюси. При плавленні флюс взаємодіє з оксидами, і руйнує їх на межі основного металу і порошкоподібного металевого сплаву. Крім цього флюс запобігає утворенню оксидів, і стримує тепловіддачу в навколишнє середовище. Подальше підвищення температури призводить до плавлення металевої частини. Рідкий сплав витісняє флюс. Після спливання флюсу індукційне нагрівання припиняється. Деталь охолоджують на повітрі або у піску.
Наплавлений шар міцно з'єднується з деталлю за рахунок дифузії при високих температурах.
Найчастіше присадним матеріалом є шихти, що складаються з металевих порошків і флюсових домішок. Через ізольованість металевих гранул частинками флюсу виділення в них теплової енергії є незначними і нагрівання та розплавлення порошкової шихти відбувається переважно внаслідок теплопередачі від металу основи.

## Види індукційного наплавлення
Індукційне нагрівання застосовують у наступних видах наплавлення .
Армування розплавленого поверхневого шару основного металу тугоплавкою і важкорозчинною присадкою.
При використанні цього способу як присадку застосовують зернистий реліт (евтектичну суміш карбідів вольфраму WC і W2C карбід вольфраму) чи подрібнені металокерамічні сплави. Присадку разом із флюсом (борна кислота) наносять на поверхню деталі, яка підлягає наплавленню. Потім деталь вводять в індуктор, де поверхневий шар оплавляється. Зерна присадного матеріалу при цьому не розплавляються а занурюються в розплавлений поверхневий шар. Закріплення зерен реліту відбувається внаслідок їх часткового розчинення та змочування розплавом. Армований поверхневий шар являє собою литу сталеву матрицю із вплавленими в неї зернами тугоплавкого компонента. Спосіб знайшов застосування при виготовлені бурильного інструменту для нафтових і газових свердловин.
Заливання рідкого присадного металу на підігрітий основний метал.
Після нагрівання деталі до потрібної температури знизу до індуктора підводять мідне кільце, що охолоджується водою. У своєрідну форму, що утворилася, з ковша заливають розплавлену в індукційній печі порцію металу. Метод наплавлення рідким присадним матеріалом використовують для наплавлення деталей, що працюють в умовах абразивного зношування.
Розплавлення брикетованого або монолітного матеріалу на основному металі.
Метод можна проілюструвати на прикладі наплавлення клапанів двигунів внутрішнього згоряння. Присадним матеріалом у цьому випадку служить лите кільце з жаростійкого сплаву, який укладають у виточку на опорній поверхні клапана. Нагрівання й наплавлення сплаву здійснюється в кільцевому індукторі, що охоплю ділянку наплавлення. Температура нагрівання на 50…100 °C перевищує температуру плавлення сплаву. Наприкінці процесу поверхня клапана, протилежна до тої, що наплавляється, змочується водою зі спреєра, що забезпечує спрямовану кристалізацію сплаву і його підвищені експлуатаційні властивості.
Занурення підігрітої деталі у форму-тигель з розплавленим сплавом.
При цьому способі підігріту в індукторі деталь занурюють у розплавлений метал в керамічній формі. Керамічна форма повторює контури поверхні, що наплавляється. Розплавлювання присадного матеріалу здійснюється індуктором. У цьому випадку не має значення співвідношення температур плавлення основного і присадного металів.
Відцентрове наплавлення деталей циліндричної форми.
Найбільшого поширення цей спосіб отримав при виготовленні різноманітних біметалевих втулок. Відомі два варіанти реалізації цього способу наплавлення, що різняться між собою видом присадного матеріалу. Можна використовувати присадний матеріал у твердому стані у вигляді металевих порошків, стружки тощо. У цьому випадку плавлення присадки відбувається завдяки теплопередачі від основного матеріалу, що нагрівається СВЧ. За другим варіантом присадний матеріал плавлять в окремій ємкості і заливають у розплавленому стані всередину обертового циліндра, що наплавляють.
Формування наплавленого металу під дією відцентрових сил, з одного боку, сприяє рівномірнішому розподілу розплаву на основному металі і видаленню шкідливих домішок, а з іншого — збільшує лікваційні явища. Томі при наплавленні слід дотримуватись спеціальних технологічних заходів: регламентувати кількість металу, що заливається, температуру і тривалість нагрівання, частоту обертання відцентрової машини, швидкість охолодження металу тощо. Прикладами реалізації цього способу є відцентрове наплавлення гільз блоків циліндрів двигунів внутрішнього згорання, гільз гідроциліндрів і черв'ячних машин.
Розплавлення порошкової шихти, нанесеної на поверхню деталі, що наплавляється
Спосіб базується на нагріванні струмами високої частоти основного металу і розплавлення розташованої на ньому порошкової шихти. Знайшов найбільше поширення в промисловості. У масовому виробництві освоєно індукційне наплавлення цим способом лемешів плугів, лап культиваторів, ножів-гичкорізів, рештаків вугільних конвеєрів та інших деталей. Продуктивність наплавлення досягає 10 кг/год. Можливе формування наплавлених шарів товщиною від 0,4 мм.
Шихту — суміш порошку сормайту з флюсом (бура, борний ангідрид, силікокальцій, фтористий кальцій тощо) — наносять на поверхню, що наплавляється, і за допомогою спеціального пристосування вводять в індуктор. Конструкція індуктора і розташування в нім деталі залежать від конфігурації зміцнюваної ділянки. Джерелом живлення, зазвичай, служать лампові або напівпровідникові високочастотні генератори з частотою 70 кГц.

## Матеріали, що використовуються при індукційному наплавленні
При використанні методу армування розплавленого поверхневого шару основного металу тугоплавкою і малорозчинною присадкою як правило, використовують зерновий реліт. Можна також використовувати роздроблену крупу твердих сплавів типу ВК або ТК (карбіди вольфраму і титану з кобальтовою зв'язкою).
Для індукційного наплавлення клапанів застосовували литі кільця із самофлюсованих сплавів сплаву на нікель-хром-бористій основі, такі як НХ16С2Р2 (ЕП616 — мас. частка %: C-1,2; Si-3,0; Mn-0,4; Cr-17,0; Ti-0,2; Al-0.6; Fe-3,0; B-1,5; Cu-0,25; Ni-решта), НХ26С2Р2 (ЕП616А), НХ24С2Р2Б (ЕП616Б), і НХ10С2Р2 (ЕП616В).
Для індукційного наплавлення робочих органів сільськогосподарських, дорожніх і будівельних машин використовують порошки сплавів і суміші для наплавляння на основі заліза.
Порошкова шихта для індукційного наплавлення є сумішшю металевих порошків з флюсом. У шихті міститься 82…85% за масою металевого порошку, решта — флюс.
Для індукційного наплавлення найширше застосовують флюси у вигляді суміші бури і борного ангідриду (борної кислоти). Точного дозування флюси для індукційного наплавлення, як правило, не мають, проте, наприклад, краще розтікання розплаву флюсу забезпечується при вмісті в суміші 40% бури і 60% борного ангідриду. Для поліпшення розкиснювання у флюс вводять до 10% силікокальцію, а для поліпшення відділення шлакової кірки — до 40% зварювального флюсу АН-348, відповідно зменшуючи вміст бури і борного ангідриду.

## Переваги і недоліки
Основні переваги: мала глибина проплавлення основного металу, можливість наплавлення тонких шарів, висока ефективність в умовах серійного виробництва.
Недоліки: низький ККД процесу, перегрівання основного металу, необхідність використання для наплавлення лише тих матеріалів, які мають температуру плавлення нижчу за температуру плавлення основного металу.